# Nimmel Range
Nimmel Range är en bergskedja i Australien. Den ligger i delstaten Queensland, omkring 82 kilometer söder om delstatshuvudstaden Brisbane.
I omgivningarna runt Nimmel Range växer i huvudsak städsegrön lövskog. Runt Nimmel Range är det ganska glesbefolkat, med 24 invånare per kvadratkilometer. Genomsnittlig årsnederbörd är 1 801 millimeter. Den regnigaste månaden är januari, med i genomsnitt 320 mm nederbörd, och den torraste är oktober, med 41 mm nederbörd.